# برنامه فضایی آپولو

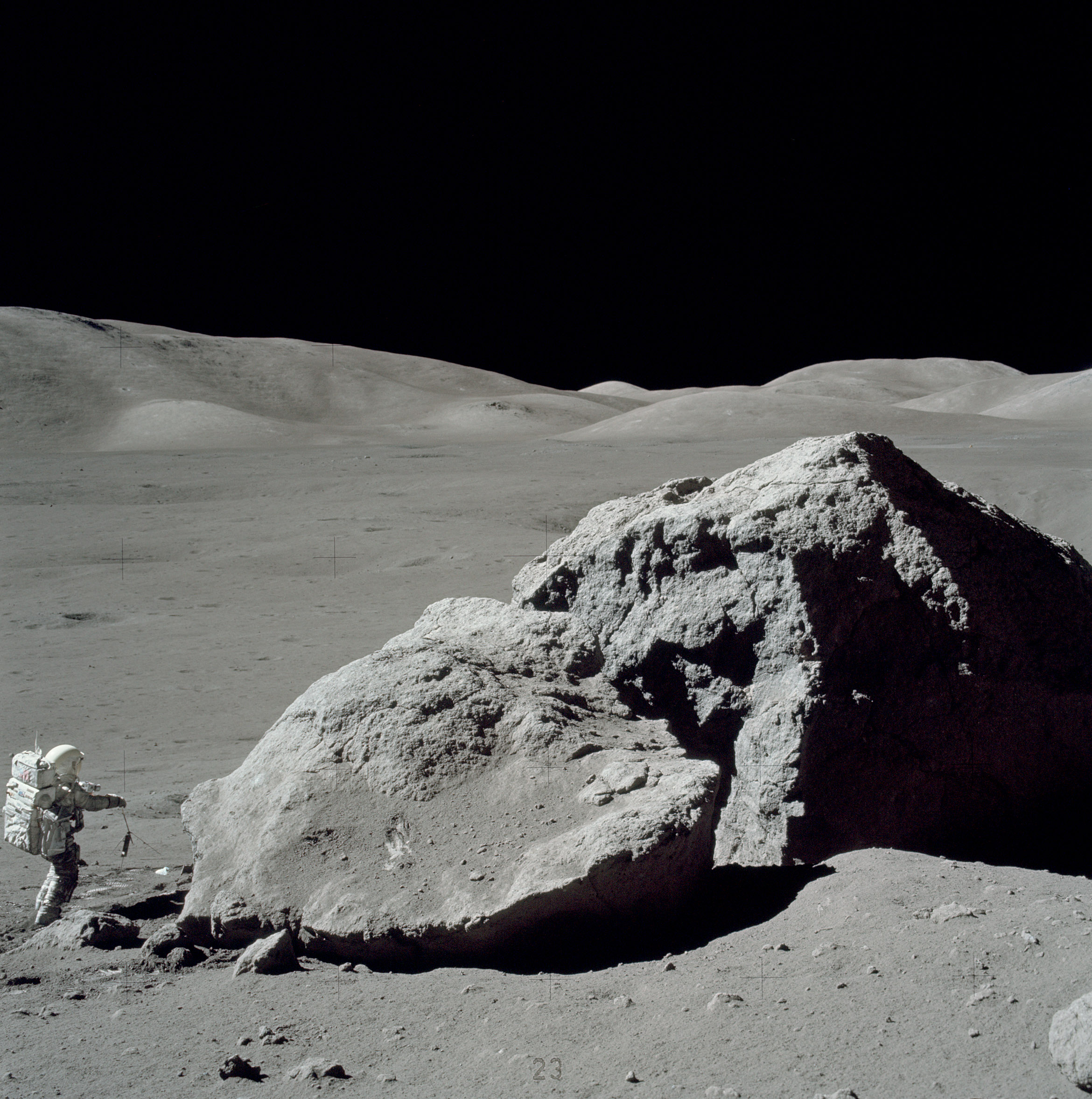
آپولو ۱۷ فضانورد هریسون اشمیت در حال ایستادن در کنار تخته سنگی بر روی سطح ماه در دسامبر ۱۹۷۲

پروژه فضایی آپولو (به انگلیسی: Apollo Program) یکی از پروژه‌های فضایی ناسا در زمان مسابقهٔ فضایی میان شوروی و آمریکا بود که کوشش می‌کرد تا نخستین انسان را بر روی سطح کره ماه فرود بیاورد. پروژه در دورهٔ ریاست جمهوری دوایت آیزنهاور آغاز به کار کرد؛ آپولو پس از ریاست جمهوری بعدی آمریکا جان اف. کندی با جدیت ادامه پیدا کرد. جان اف. کندی پشتیبانی خود از طرح فرود انسان بر روی کرهٔ ماه را طی یک سخنرانی ویژه خطاب به کنگره در ماه مهٔ ۱۹۶۱ بدین گونه اعلام کرد: … من اعتقاد دارم کشورم می‌بایست برای دستیابی به هدف فرود انسان بر روی کره ماه و به سلامت بازگشتن به زمین پیش از خروج از این دهه متعهد شود. در این دوره هیچ برنامهٔ فضایی دیگری نمی‌تواند برای بشر تأثیرگذارتر از اکتشاف مسیرهای با برد طولانی در فضا باشد؛ و انجام هیچ‌کدام نمی‌تواند تا این حد سخت و گران باشد.
هدف کندی در طی مدت مأموریت آپولو ۱۱ در تاریخ ۲ ژوئیهٔ ۱۹۶۹ با فرود فضانوردانی مانند نیل آرمسترانگ، باز آلدرین بر روی کرهٔ ماه در حالی که مایکل کالینز بر روی مدار ماه بود، برآورده شد. ۵ پروژهٔ متعاقب آپولو همچنین برای فرود فضانوردان روی کرهٔ ماه بود که آخرین آن‌ها در دسامبر سال ۱۹۷۲ انجام شد. در این ۶ پرواز فضائی آپولو ۱۲ نفر روی کره ماه قدم زدند. آن‌ها نخستین انسان‌هایی بودند که موفق به فرود بر روی یک جرم آسمانی دیگر شدند.
پروژهٔ آپولو از سال ۱۹۶۱ تا ۱۹۷۵ اجرا می‌شد و سومین برنامهٔ پرواز فضایی انسان پس از مرکوری و پروژه جمینای توسط آژانس فضایی بین‌المللی آمریکا ناسا بود. آپولو از فضاپیماهای آپولو و سکوهای پرتاب ساترن استفاده می‌کرد، که پساتر برای برنامهٔ اسکای‌لب و برنامهٔ آزمایشی مشترک بین آمریکا و روسیه پروژه آزمایشی آپولو-سایوز مورد استفاده قرار گرفتند؛ بنابراین پروژه‌های پسین اغلب به‌عنوان قسمتی از کل پروژهٔ آپولو مدنظر قرار می‌گرفت.
پروژه با تنها ۲ مانع عمده پایان یافت، نخستین آن‌ها آتش‌سوزی در سکوی پرتاب آپولو ۱ بود که منجر به مرگ هر سه فضانورد گاس گریسوم، اد وایت، راجر چافی شد، دومین آن‌ها مربوط به انفجار در آپولو ۱۳ به هنگام رسیدن به کره ماه بود که فضاپیما به صورت جدی مورد آسیب قرار داد. که به لطف تلاش‌های کنترل‌کننده‌های پرواز، مهندسان پروژه، اکیپ پشتیبان و مهارت خودشان، ۳ فضانورد توانستند جان خودشان را نجات دهند.
آپولو نقطهٔ عطفی در پرواز فضائی انسان ایجاد کرد و تنها پروژه‌های فرستادن انسان به فراتر از مدار زمین تا آن زمان باقی‌ماند؛ آپولو ۸ نخستین فضاپیمای دارای سرنشین بود که در مدار اجرام آسمانی دیگر قرار گرفت، در حالی که آپولو ۱۷ به عنوان آخرین ماهنوردی و آخرین مأموریت با سرنشین در خارج از مدار زمین شناخته شده‌است. پروژه فوق باعث حاصل شدن پیشرفت‌های فراوانی در زمینه‌های فناوری‌های محیطی گرفته تا فن پرتاب موشک و پرواز انسان در فضا که شامل دستگاه‌های خودکار هواپیما، مخابرات و کامپیوتر‌ها است، شد. آپولو همچنین باعث برانگیخته شدن علاقهٔ بسیاری در زمینه‌های فراوان مهندسی شد و پیشرفت فراوانی به عنوان نشانه‌های برنامه برجای گذارد. بسیاری از اشیاء و آثار مکشوفه پروژه در حال نمایش در مکان‌های مختلف در سرتاسر جهان می‌باشند که قابل ذکرترین آن‌ها موزهٔ هوا و فضای اسمیتسونین می‌باشد.

## تاریخچه

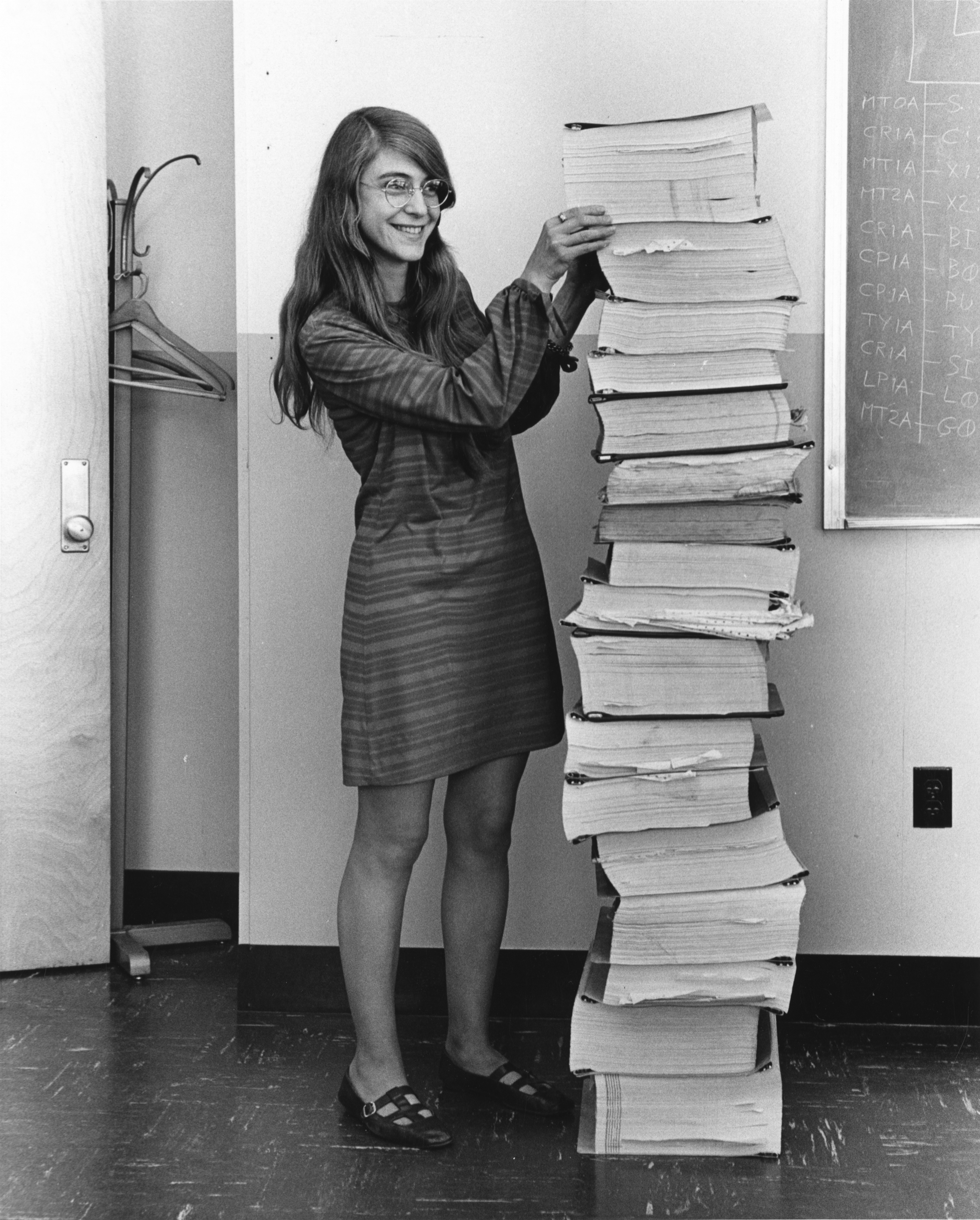
مارگارت همیلتون، ایستاده در کنار محاسبات مربوط به برنامه‌نویسی نرم‌افزار جهت‌یاب فضاپیمای آپولو ۱۱ که وی و تیم تحقیقاتی‌اش در مؤسسه فناوری ماساچوست، آن را برای برنامه فضایی آپولو نوشتند.

برنامه فضایی آپولو در اوایل دهه ۱۹۶۰ میلادی آغاز به کار کرد و جایگزین برنامه فضایی مرکوری شد. در حالیکه کپسول مرکوری می‌توانست تنها یکنفر را درخود جای داده و در مدار محدودی از زمین قرار دهد، کپسول آپولو قادر بود سه نفر را در خود جای داده و به مسافت بیشتری تا فرود روی سطح ماه ببرد. نام آپولو الهام گرفته از خدای روشنایی (خورشید) و موسیقی در اسطوره‌های یونان و رومی است. یکی از مدیران ناسا که این نام را برگزیده بود، بعدها گفت که من سفینه آپولو را طوری نامگذاری کردم گویی که می‌خواهم برای فرزند خودم نام انتخاب کنم.
در نوامبر سال ۱۹۶۰ جان اف کندی به ریاست جمهوری ایالات متحده برگزیده شد. او در کمپین انتخاباتی خود وعده داد که آمریکاییها در برنامه فضایی و دفاع موشکی بر شوروی برتری پیدا خواهند کرد.
او از برنامه فضایی به عنوان سمبلی برای غرور ملی یاد کرد و گفت که آمریکا در این راه اول خواهد شد. هیچ اما و اگری هم در کار نخواهد بود. اول. برخلاف شعارهای تبلیغاتی که کندی داده بود، پس از انتخاب به سمت ریاست جمهوری مدتی طول کشید تا در مورد برنامه فضایی آپولو تصمیم‌گیری کند. او در مورد جزئیات فنی برنامه آپولو اطلاعات محدودی داشت. تعهد مالی بسیار سنگینی که برای پروژه فرود انسان بر روی ماه بهمراه داشت تا حد زیادی او را دلسرد کرد. وقتی که مدیر جدید ناسا ۳۰٪ افزایش بودجه درخواست کرد، کندی از ایده استقبال کرد ولی در عمل آن را به تعویق انداخت.
در جلسه‌ای که با حضور نمایندگان کنگره برگزار شد بسیاری از آن‌ها پشیبانی خود را از برنامه فضایی آمریکا اعلام کردند. برنامه فضایی که برتری آمریکا را بهمراه داشته باشد.
در روز ۱۲ آوریل سال ۱۹۶۱ فضانورد روسی بنام یوری گاگارین، به عنوان اولین انسان در مدرا زمین قرار گرفت. این موضوع ترسی زیادی در آمریکاییها ایجاد کرد. آن‌ها احساس کردند که از رقیب عقب افتاده‌اند.
در ۲۰ آوریل همان سال، کندی معاون اول خود (جانسون) را مأمور کرد که برنامه فضایی آمریکا را مورد بررسی قرار دهد و اطمینان حاصل کند که آن‌ها از شوروی عقب نمانده‌اند. یک هفته بعد جانسون پاسخ داد که: «ما در حال حاضر با حداکثر توان تلاش نمی‌کنیم و نتایجی هم که باعث برتری ما شود را بدست نمی‌آوریم.» در عین حال پاسخ او حاوی این مطلب نیز بود که فرود انسان بر روی ماه آنقدر دور از دسترس هست که اگر ایالات متحده برای آن برنامه‌ریزی کند می‌تواند اول شود. (به این مفهوم که هنوز وقت کافی داریم به روسها برسیم و از آن‌ها جلو بزنیم)
در ۲۵ مه سال ۱۹۶۱ یعنی بیست روز پس از آنکه اولین سفینه آمریکایی حاوی سرنشین به فضا پرتاب شد (عطارد-ریدستون ۳)، کندی برنامه فضایی آپولو را به کنگره آمریکا اعلام کرد:
«من باور دارم که ملت آمریکا تا قبل از پایان دهه ۶۰ میلادی می‌تواند به هدف خود در زمینه برنامه فضایی یعنی فرود انسان بر روی ماه و بازگشت سالم او به زمین دست یابد. هیچ پروژه فضایی دیگری در این مدت به این اندازه برای بشر اهمیت نخواهد داشت و هیچ‌کدام نیز به لحاظ پیچیدگی و هزینه به پای این پروژه نمی‌رسند.»

## توسعه ناسا
زمانی که جان اف. کندی رییس جمهور آمریکا برنامه خود را اعلام کرد،  بیست روز قبل از آن یک فضانورد روسی توانسته بود به فضا سفر کند و هنوز هیچ فضانورد آمریکایی حتی در مدار زمین قرار نگرفته بود. حتی برخی از کارمندان ناسا نیز شک داشتند که کندی بتواند آرزوی خود را عملی کند. کندی حتی به منظور اینکه تلاشها همسو شوند، نزدیک بود که با روسها در یک برنامه مشترک سفر به ماه به توافق برسد.
فرود بشر بر روی ماه تا پایان دهه ۶۰ میلادی نیازمند انفجاری ناگهانی از خلاقیت در تکنولوژی و بزرگترین تعهد مالی (حدود ۲۴ بیلیون دلار) بود. در نقطه اوج این برنامه فضایی، چیزی بیش از ۴۰۰ هزار نفر برای ناسا کار به خدمت گرفته شدند و ۲۰ هزار دانشگاه و گروه صنعتی نیز از برنامه پشتیبانی کردند.

### مرکز عملیات پرتاب
خیلی زود مشخص شد که تجهیزات مرکز فلوریدا برای برنامه آپولو کافی نخواهد بود. ناسا شروع به ساخت دو مرکز عملیات پرتاب دیگر کرده بود. و یک مرکز بزرگتر نیز برای موشک مأموریت ماه نیاز بود. طراحی، توسعه و ساخت مرکز توسط شخصی بنام کرت دبوس از اعضای تیم مهندسین راکت وی-۲ نظارت می‌شد.

## فضانوردان
در ابتدا تعداد ۳۲ نفر فضانورد به برنامه فضایی آپولو اختصاص داده شدند. تعداد ۲۴ نفر از این افراد زمین را ترک کرده و بین دسامبر ۱۹۶۸ تا دسامبر ۱۹۷۲ به دور ماه پرواز کردند. نیمی از این ۲۴ نفر به روی سطح ماه قدم گذاشتند ولی هیچ‌کدام از آن‌ها برای بار دوم به ماه بازنگشت.
فضانوردان برنامه آپولو از پروژه مرکوری انتخاب شده بودند.

## نمونه‌های آورده شده از ماه
برنامه فضایی آپولو ۳۸۱٫۷ کیلوگرم سنگ و خاک به لابراتوار هیوستون آورد. عمر سنگ‌های یافت شده در ماه در مقایسه با تکنیک رادیومتری اندازه‌گیری شده‌اند. عمر آن‌ها بسیار بیشتر از عمر سنگ‌های روی زمین است. عمر آن‌ها بین ۳٫۲ میلیارد تا ۴٫۶ میلیارد سال تخمین زده می‌شود. در نتیجه این سنگ‌ها نمونه‌های خوبی از اولین روزهای تشکیل منظومه شمسی هستند.

## مشاهدات اخیر
در سال ۲۰۰۸ میلادی کاوشگر آژانس کاوش‌های هوافضای ژاپن در حالیکه در مدار ماه مه چرخید، هاله اطراف محل فرود آپولو ۱۵ را تصویربرداری کرد. در سال ۲۰۰۹ نیز کاوشگر ناسا در حالیکه در فاصله پنجاه کیلومتری سطح ماه در حال گردش بود از بقایای آپولو در سطح ماه و همچنین تمام محل‌های فرود انسان بر روی سطح ماه عکسبرداری کرد. این تصاویر همچنان نشان داد که همه پرچم‌های آمریکا که در فرودهای مختلف برنامه آپولو روی سطح ماه برافراشته شده بودند (بجز پرچم عملیات آپولو ۱۱) همچنان در تدت نو.نئم
هنوز معلوم نیست تا چه اندازه کیفیت رنگ خود را حفظ کرده‌اند.

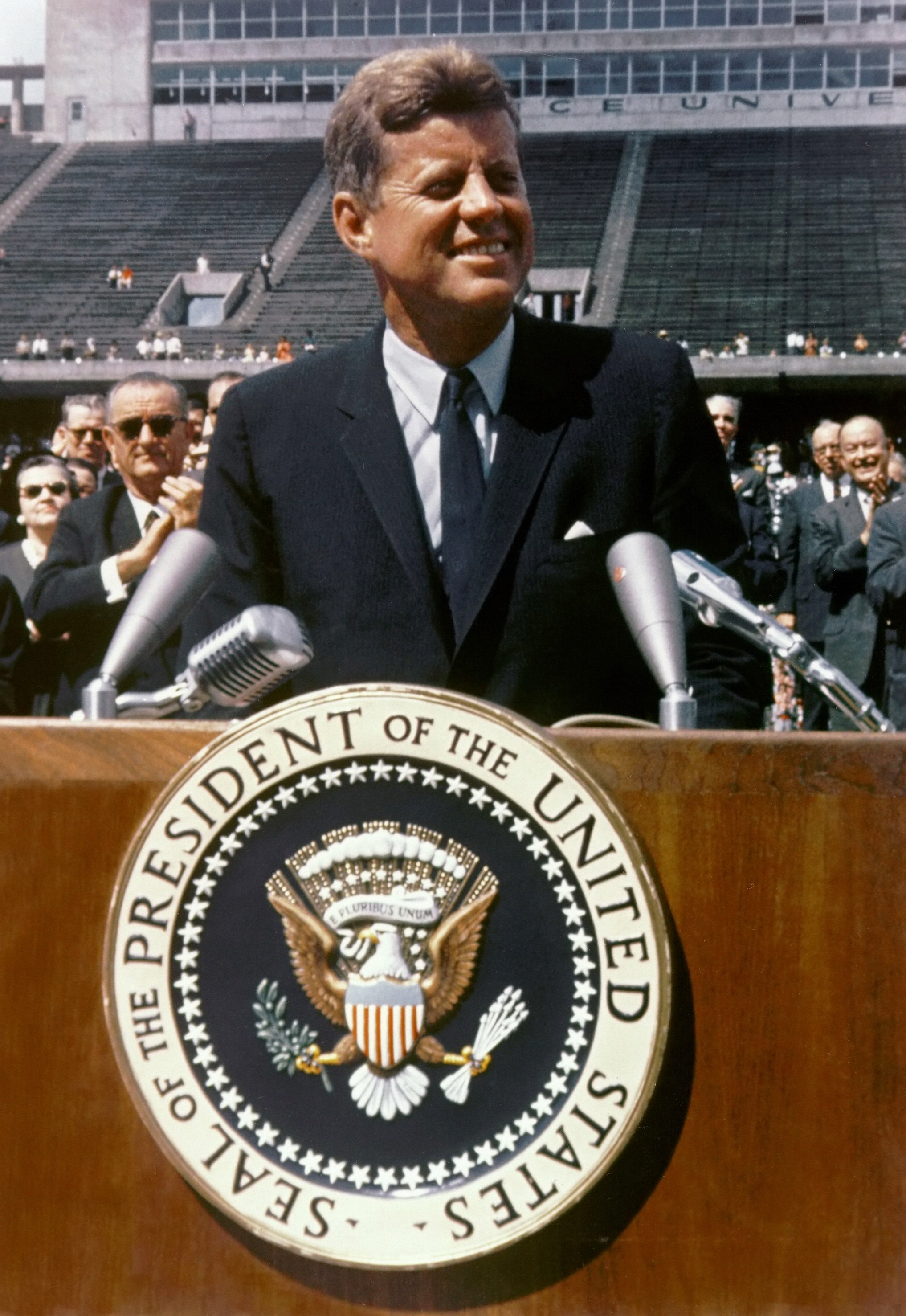
جان اف کندی در سخنرانی در دانشگاه رایس در سال ۱۹۶۲. کندی در راه اندازی پروژه‌های فضایی ناسا همانند آپولو نقش اساسی ایفا کرد.

## نگارخانه

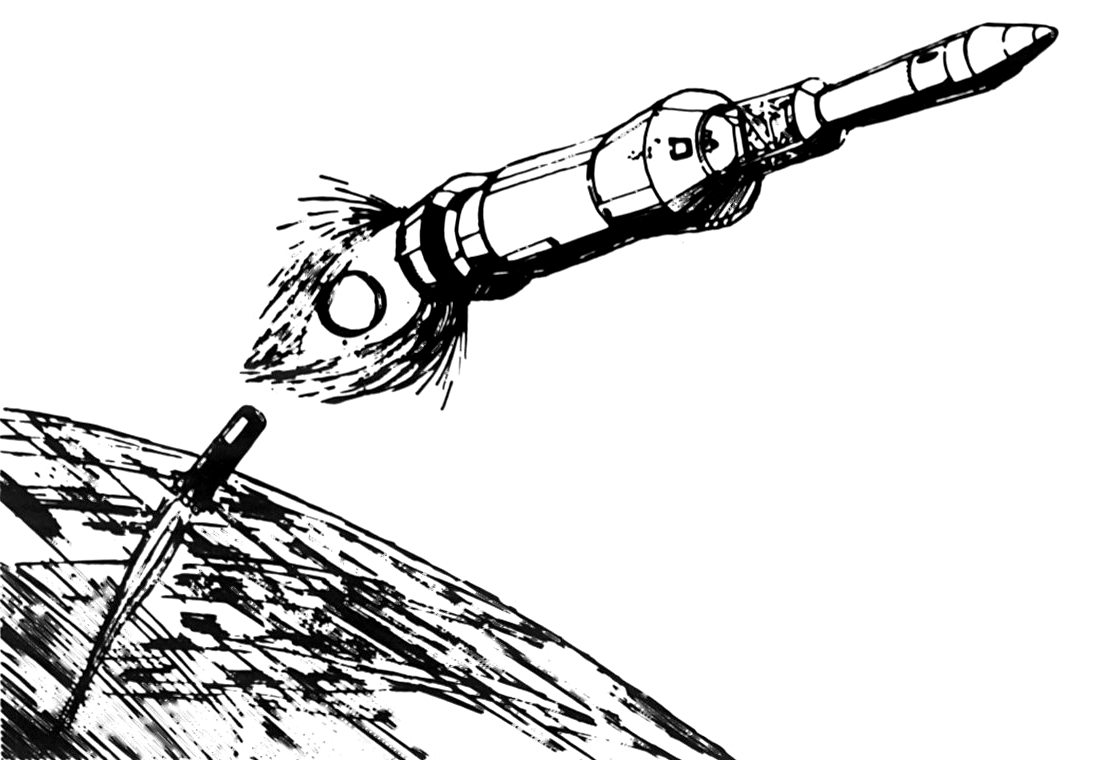
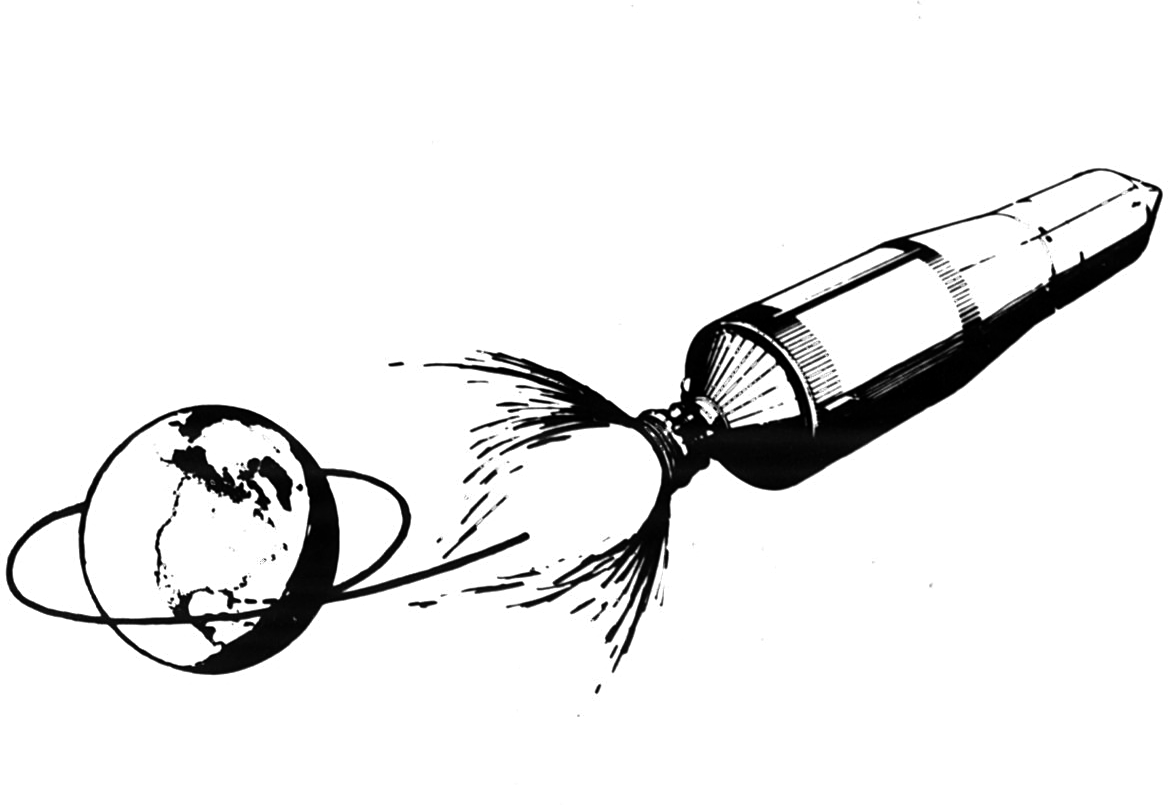
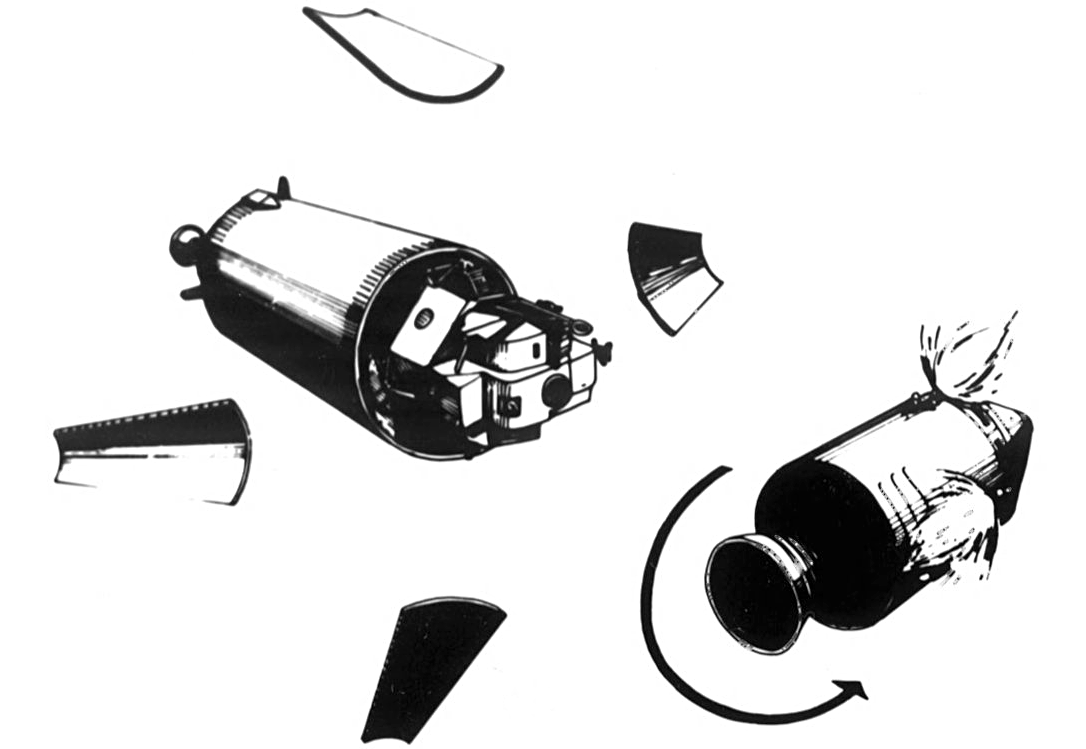
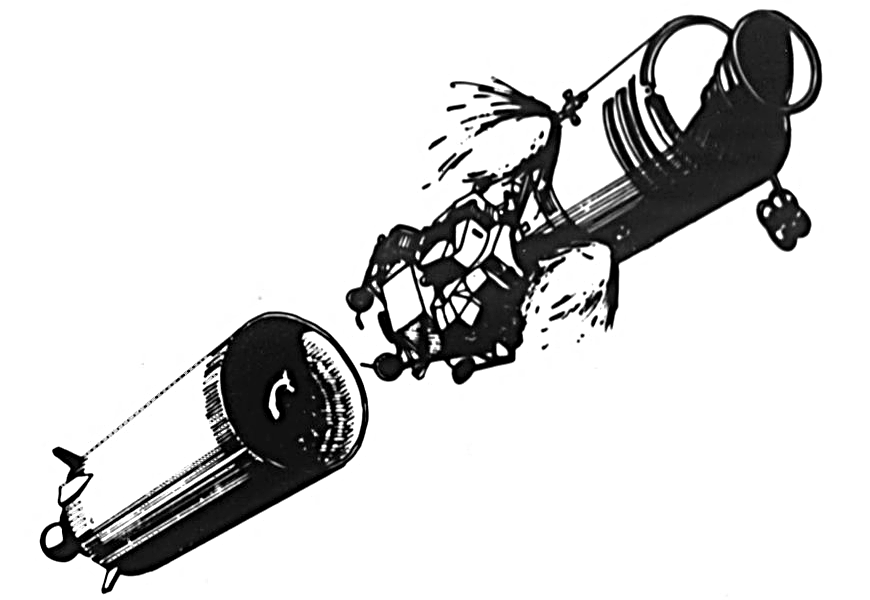
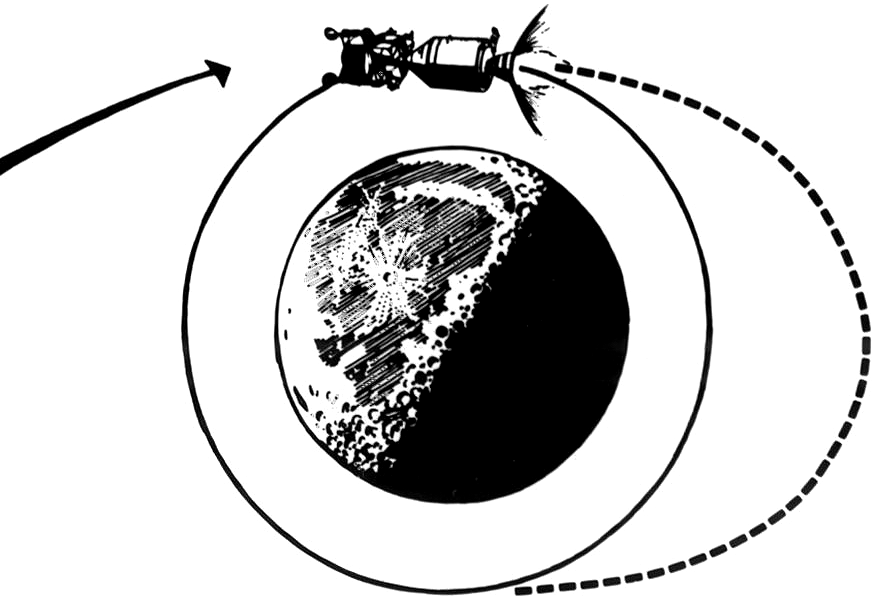
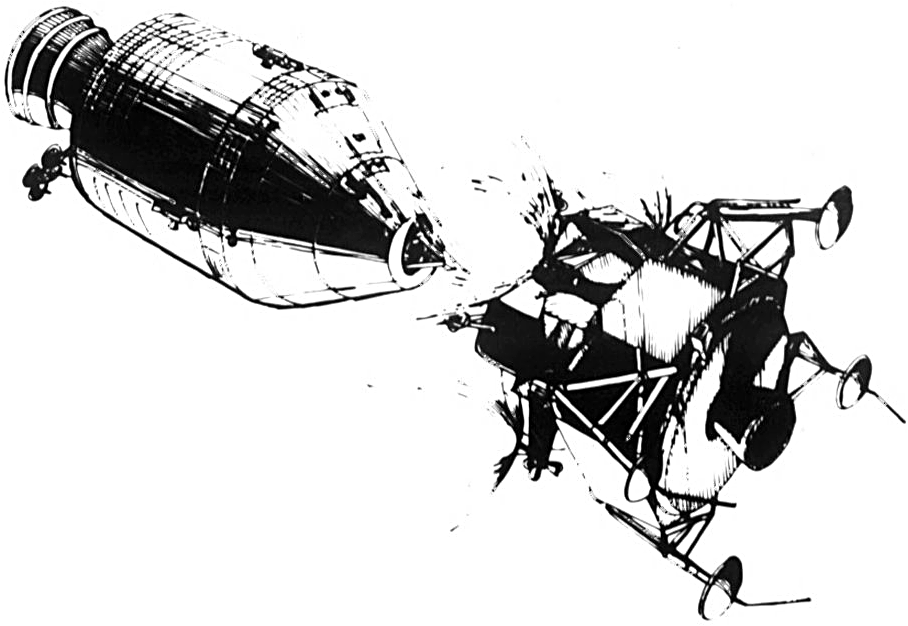
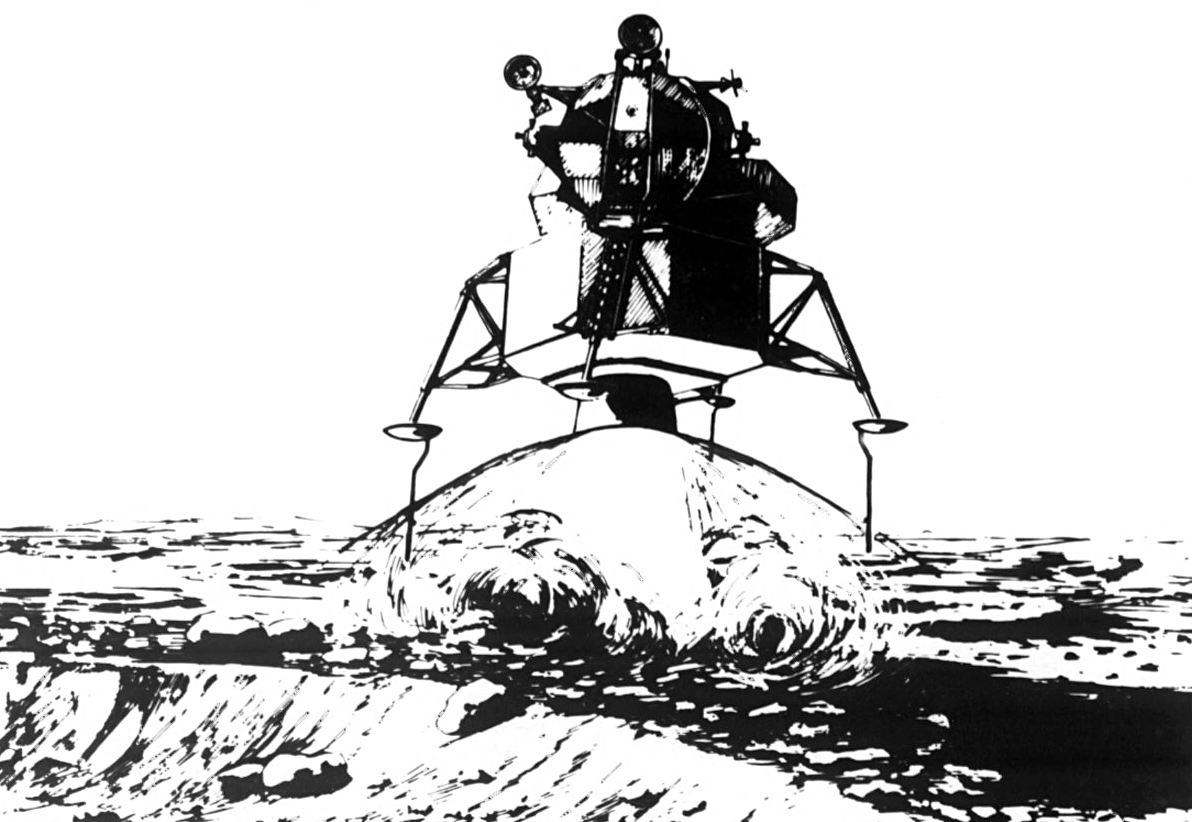
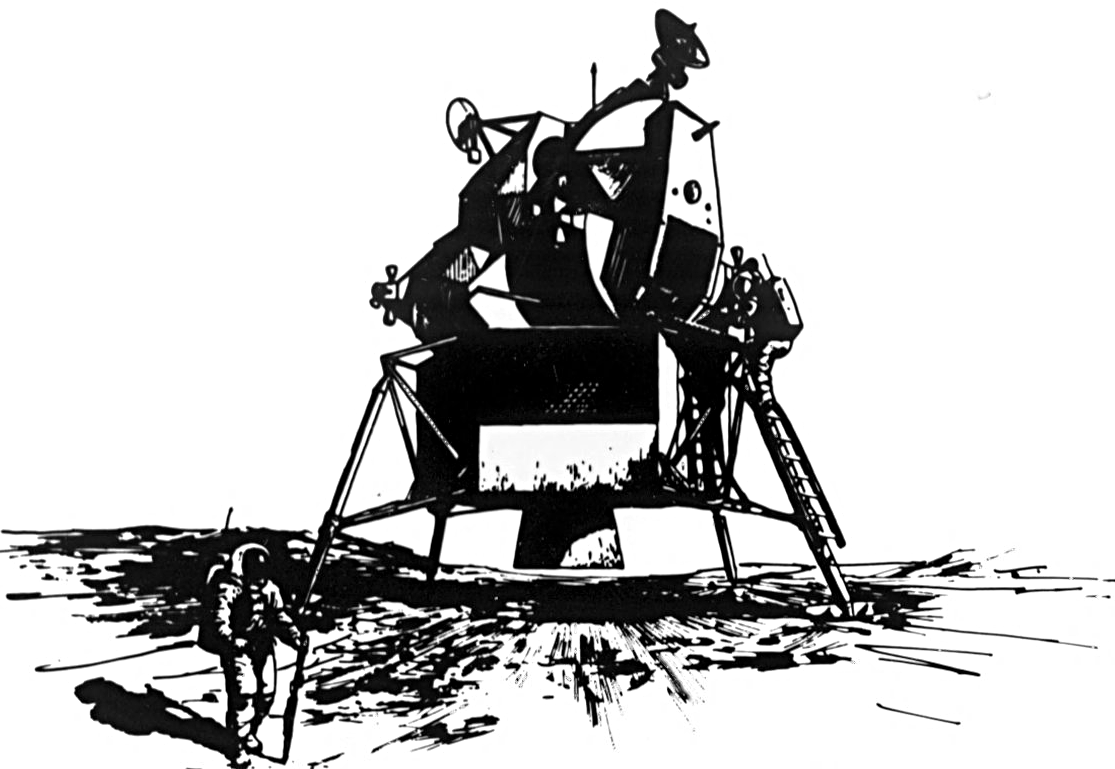
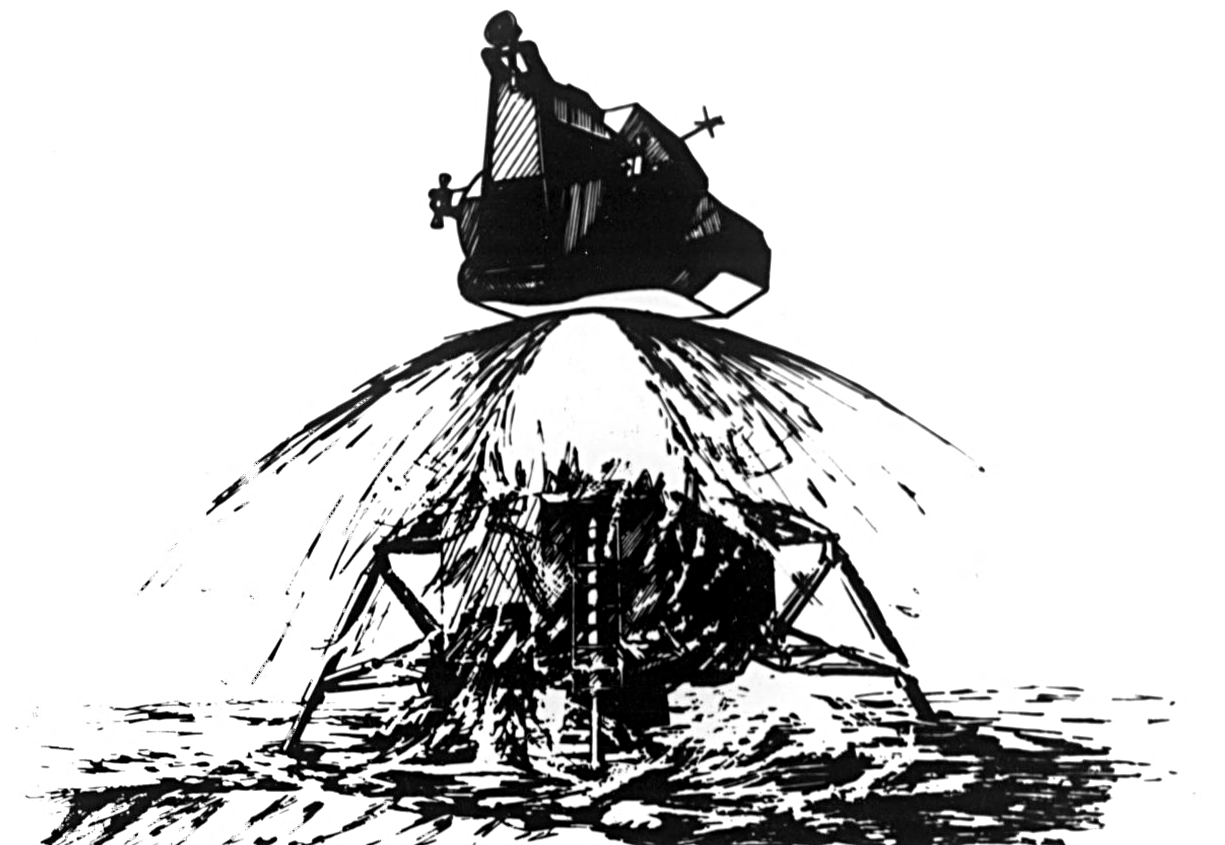
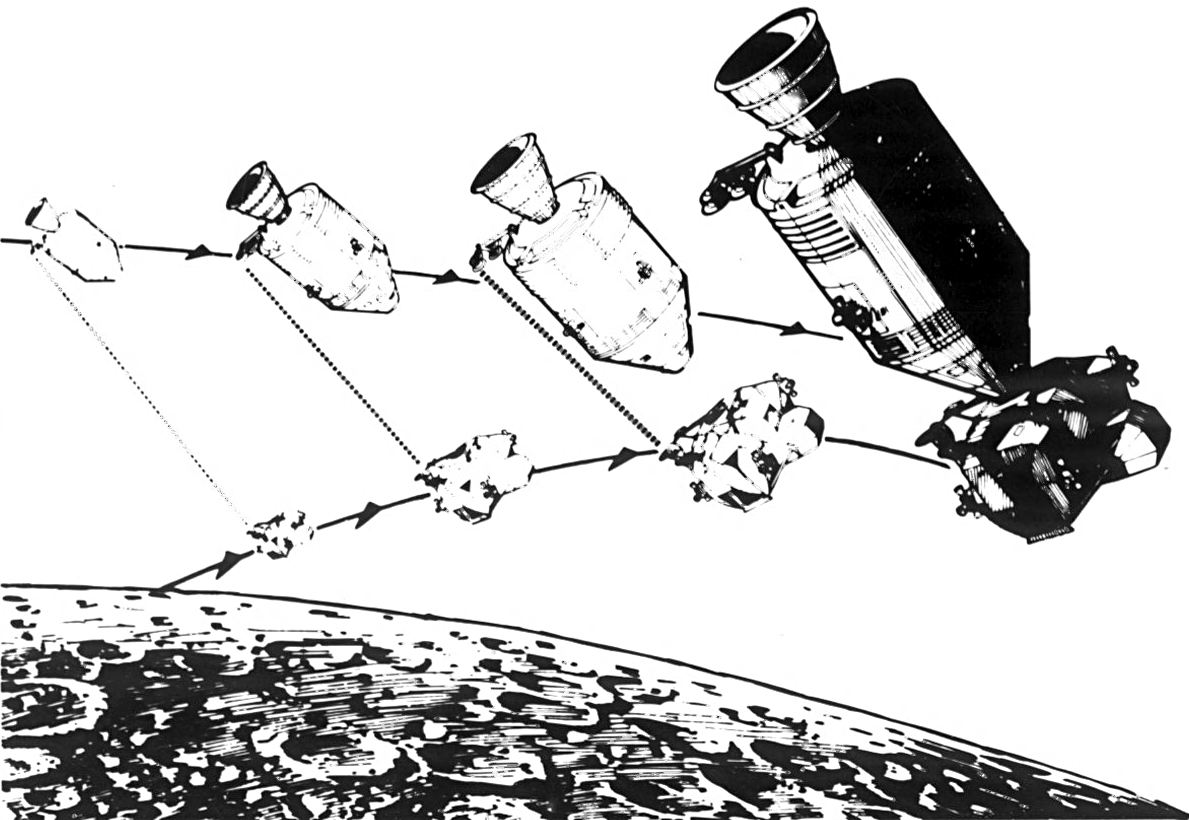
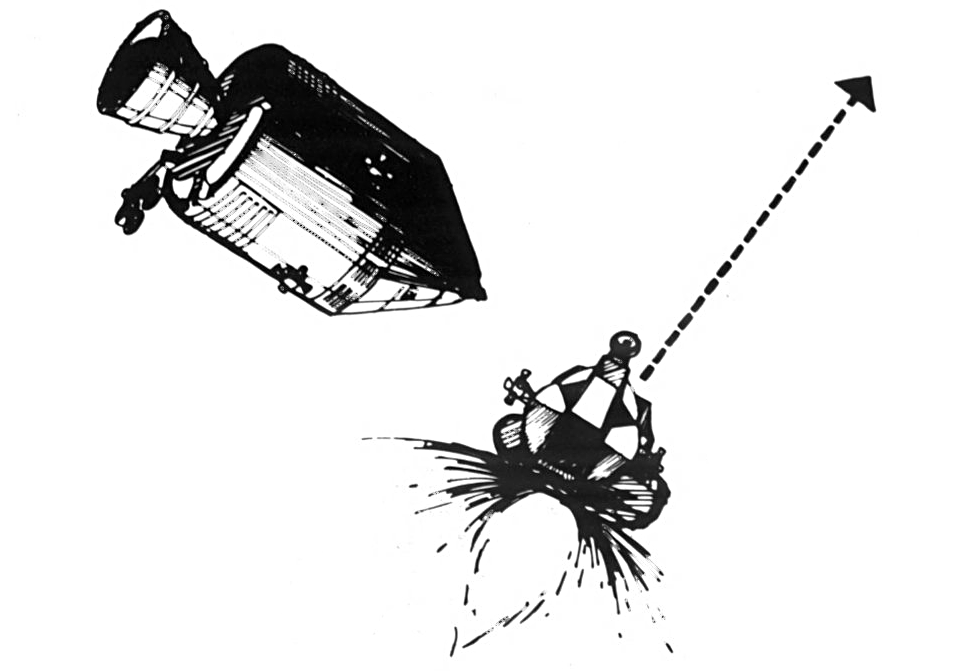
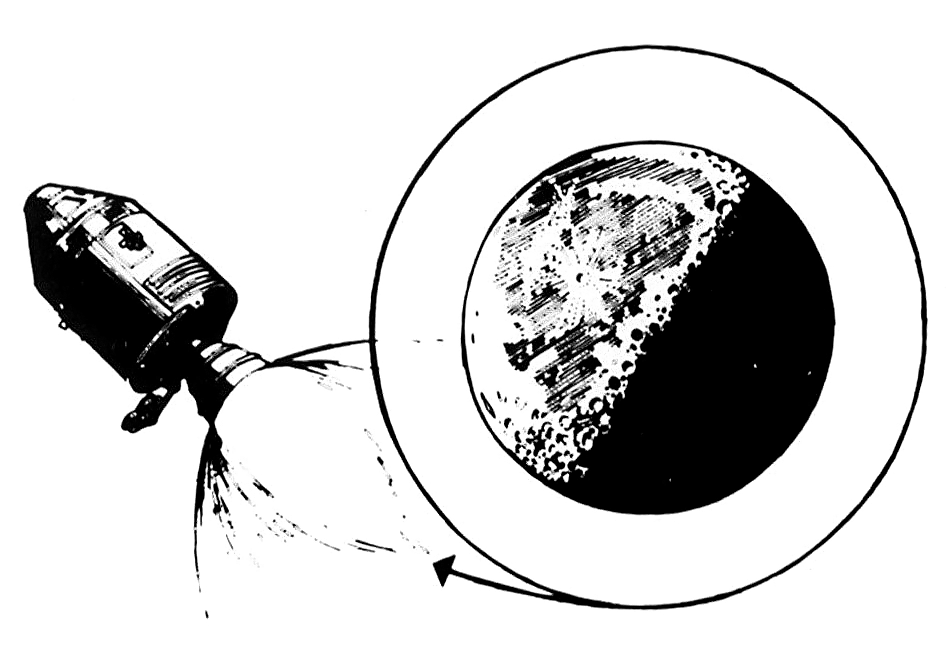
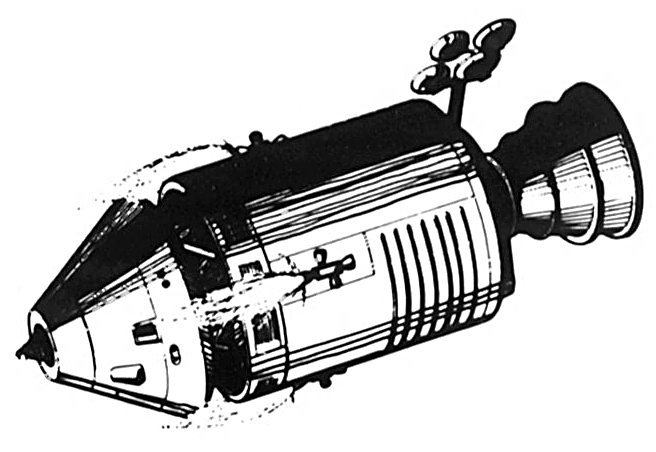
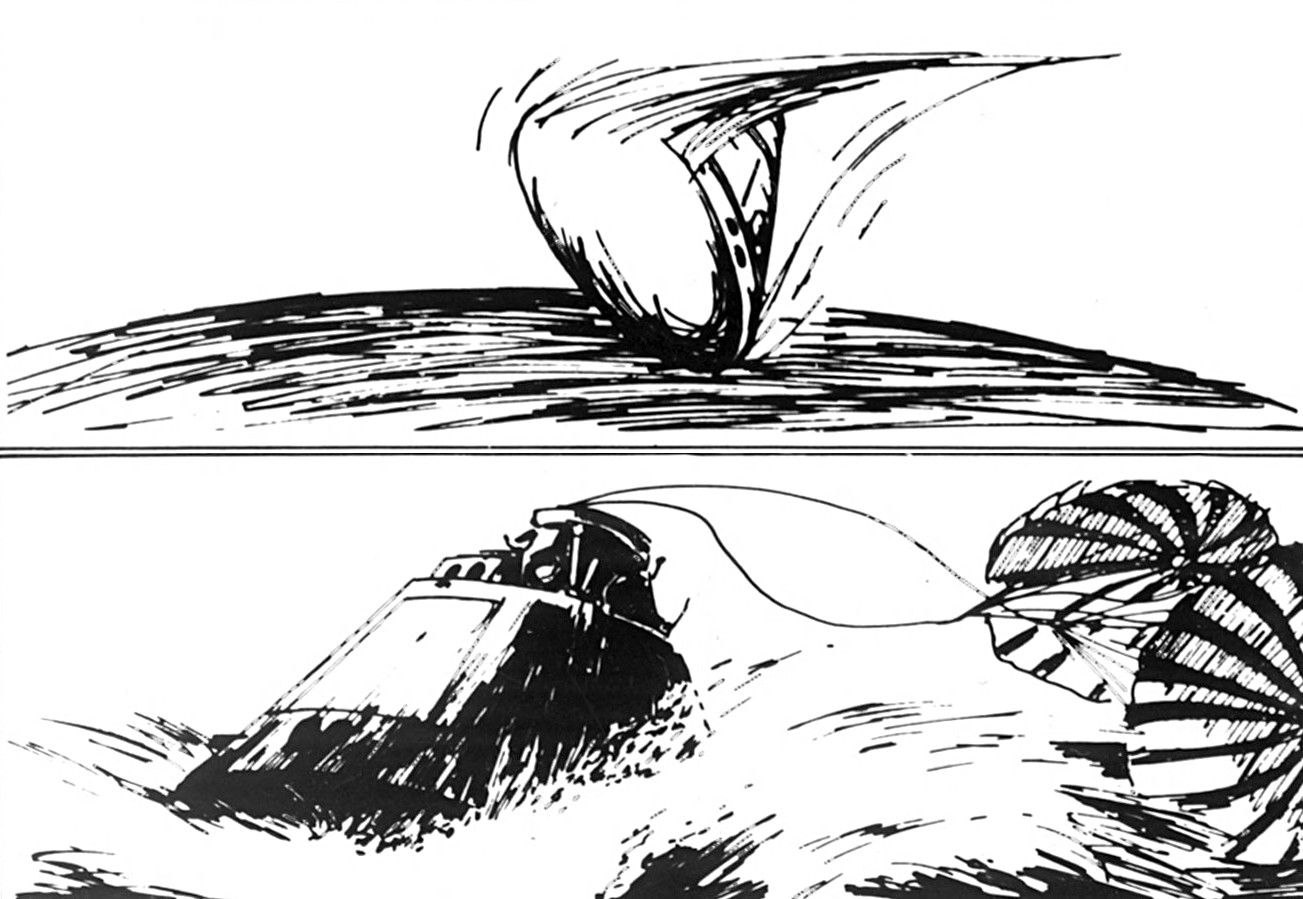
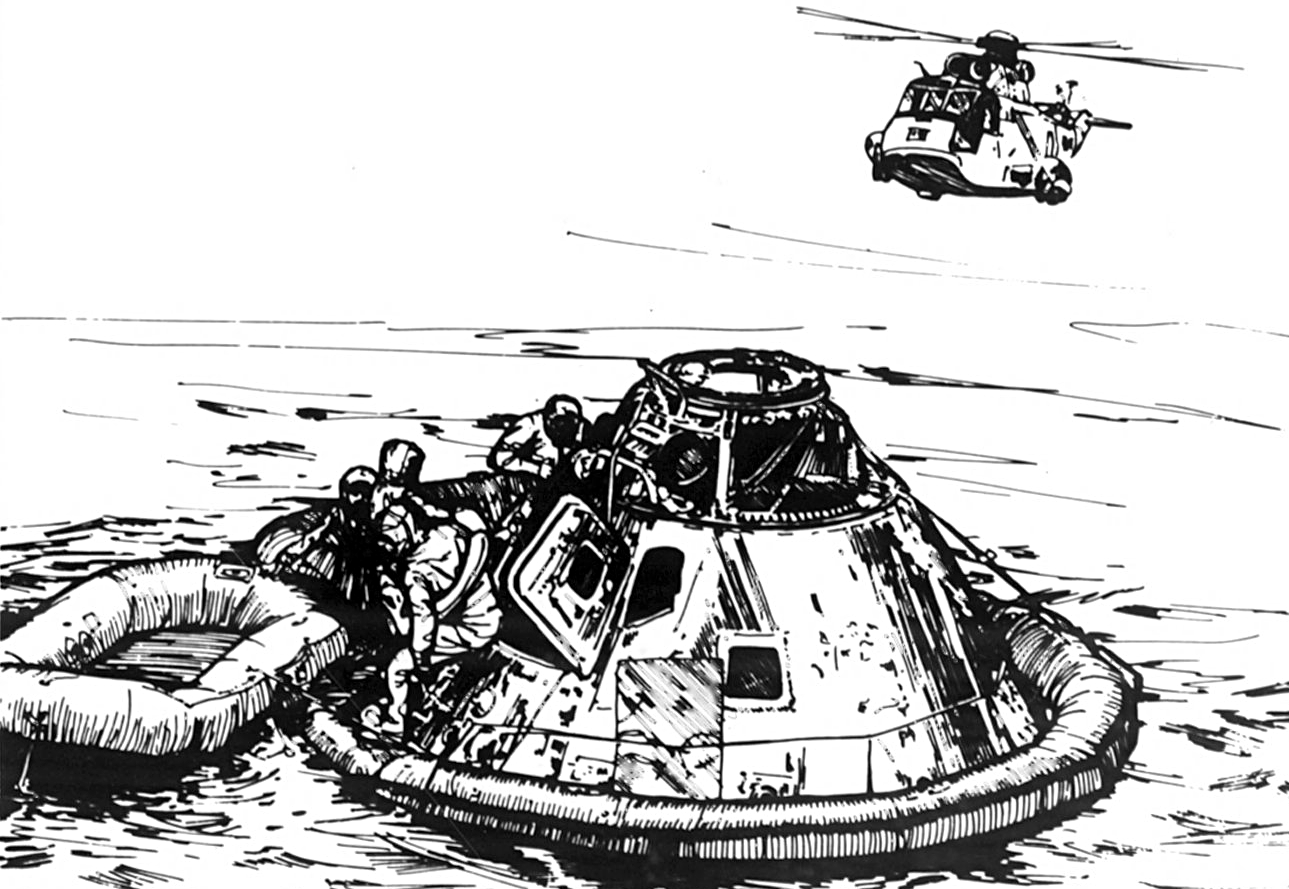